# Олдерни (концентрационный лагерь)
Олдерни (англ. Alderney) — нацистские концентрационные лагеря. Созданы в январе 1942 года на британском острове Олдерни, 160 км к югу от Великобритании и 32 км к западу от Франции. За годы войны в эти лагеря попали около 6 000 человек, более 700 из которых были убиты.

## История
Во время Второй мировой войны Нормандские острова были единственными британскими островами, оккупированными нацистской Германией. На острове Олдерни были построены четыре концентрационных лагеря, являющихся подразделением лагеря Нойенгамме под Гамбургом. Они были названы в честь четырёх Фризских островов — Нордерней, Боркум, Зильт и Гельголанд. Заключённых Олдерни заставляли строить фортификационные сооружения, склады для вооружения и другие военные объекты. В трудовых лагерях Боркум и Гельголанд содержались «добровольцы» (нем. Hilfswillige), положение которых было минимально лучше, чем у узников двух других лагерей. В лагере Зильт содержались евреи, в Нордерней — угнанные из стран (Восточной) Европы и СССР, а в Гельголанде работали русские из военно-строительной организации Тодта.
Лагерями Норденей и Зильт управлял гауптштурмфюрер СС Максимилиан Лист, который избежал осуждения после окончания войны и, предположительно, прожил до 1980-х годов под Гамбургом. Более 700 человек были убиты до июня 1944 года, когда лагеря Олдерни были закрыты, а оставшиеся заключённые увезены в Германию.

## Известные заключённые
- Тюрин, Виктор Николаевич